# Thyridota grandis
Thyridota grandis är en insektsart som beskrevs av Johnsen 1991. Thyridota grandis ingår i släktet Thyridota och familjen gräshoppor. Inga underarter finns listade i Catalogue of Life.